# ETR 563
ETR 563 je serija petčlenih elektromotornih potniških garnitur modela CAF Civity v lasti italijanske dežele Furlanija - Julijska krajina, z njimi pa upravlja državni prevoznik Trenitalia. Marca 2011 je dežela pri španskem proizvajalcu Construcciones y Auxiliar de Ferrocarriles (CAF) naročila 8 tovrstnih garnitur, ki so bile dobavljene v letih 2012 do 2013.
Garniture so nizkopodne, dolge 91,6 metra ter premorejo 297 sedežev, okoli 260 stojišč, dve mesti za invalide in 30 mest za prevoz koles. Delujejo na enosmerni tok napetosti 3000 V, sestavljene so iz petih členov in šestih podstavnih vozičkov. Opremljene so s klimatskimi napravami, sistemom za samodejno gašenje požarov, zasloni s podatki za potnike in videonadzorom.
Garniture so v Italiji pričele voziti junija 2015. Z 9. septembrom 2018 je bila uvedena nova železniška potniška linija med Vidmom, Trstom in Ljubljano, ki se izvaja z vlaki ETR 563.
Nekaj let po nakupu ETR 563 je dežela sklenila pogodbo za dobavo dodatnih štirih garnitur. Garniture, ki so bile izdelane v letu 2017 in so prejele oznako ETR 564, so dvosistemske in imajo možnost delovanja tako na 3 kV kot na izmenično napetost 15 kV 16⅔ Hz, kar jim bo omogočalo vožnjo v sosednjo Avstrijo.

## Galerija
- Člen
- Notranjost
- Oddelek za kolesa
- Strojevodska kabina